# Yamashita Hirofumi
Yamashita Hirofumi (山下弘文 (Sơn Hạ Hoằng Văn) 19 tháng 2 năm 1934 - 21 tháng 7 năm 2000) là nhà bảo vệ môi trường người Nhật.
Ông đã được thưởng Giải Môi trường Goldman năm 1998 cho các nỗ lực bảo vệ biển của ông.